# Marinella di Selinunte
Marinella di Selinunte est un petit port de pêche faisant partie de la commune de Castelvetrano de la province de Trapani dans la région Sicile en Italie.
Ce village est renommé par la proximité du site archéologique de Sélinonte.
Marinella compte, en 2013, 1 018 habitants.

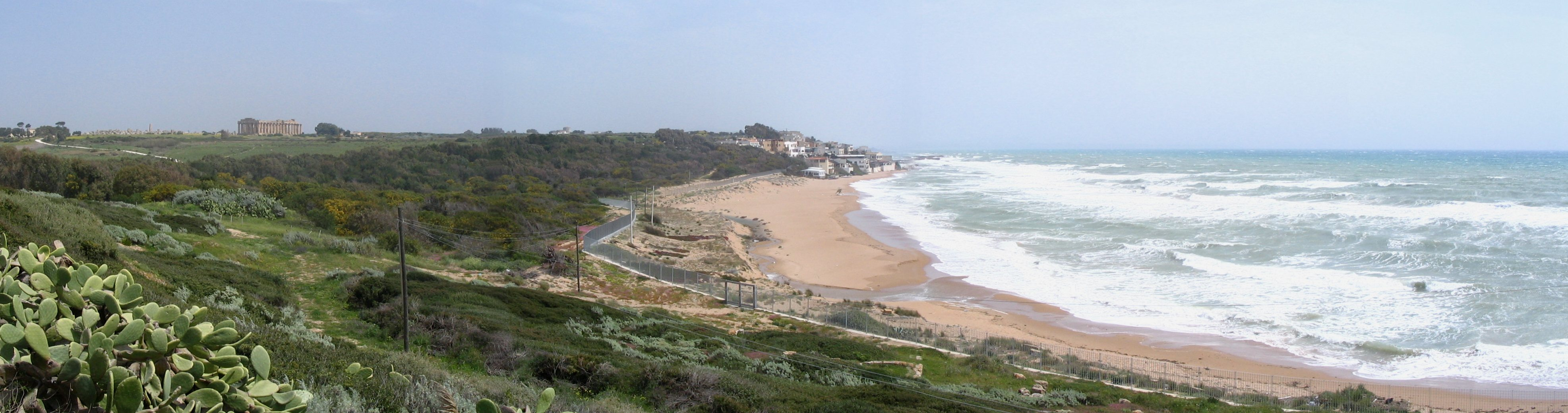
Vue de Marinella di Selinunte, du temple oriental et du site archéologique à partir de l'Acropole